# Steve Zahn
Steven James "Steve" Zahn (Marshall, Minnesota, 13 de novembre de 1967) és un actor estatunidenc.

## Biografia
Zahn és fill de James Carl Zahn i Betsy Zahn, pastor luterà de Missouri. És d'origen alemany. Zahn ha passat part de la seva infantesa a Mankato (Minnesota), anant a l'escola primària Kennedy . Després d'haver estudiat a Robbinsdale Cooper HighSchool, College Gustave-Adolphe  i Institute for Advanced Theatre, entra a l' American Repertory Theater  a la Universitat Harvard. Steve és descobert el 1994 per Ben Stiller.

### Vida personal
Zahn està casat amb Robyn Peterman, (actriu), filla de John Peterman. La parella ha tingut un fill, Henry James, nascut el 3 d'abril de 2000 a Nova York, i una filla, Audrey Claire, nascuda el 25 d'abril de 2002. El 2004, Steve Zahn es va traslladar amb la seva família des de Nova Jersey a una granja a Georgetown , prop de Lexington, la ciutat natal de la seva dona.
És molt amic de Tom Everett Scott, el seu company a  That Thing You Do! , i ha estat padrí del seu matrimoni.

## Filmografia
- 1992: Rain Without Thunder: Jeremy Tanner
- 1994: Reality Bites: Sammy Gray
- 1994: Picture Windows (fulletó TV): Allan (part Armed Response)
- 1995: Marea roja (Crimson Tide): William Barnes
- 1996: La cursa del sol (Race the Sun): Hans Kooiman
- 1996: That Thing You Do!: Lenny Haise
- 1996: SubUrbia: Buff
- 1997: SUBWAYStories: Tales from the Underground (TV): Tucker (part The 5:24)
- 1998: From the Earth to the Moon (fulletó TV): Astronaut Elliott See
- 1998: The Object of My Affection: Frank Hanson
- 1998: Out of Sight: Glenn Michaels
- 1998: Safe Men: Eddie
- 1998: You've Got Mail: George Pappas
- 1999: Happy, Texas: Wayne Wayne Wayne Jr., també anomenat David
- 1999: Les forces de la natura (Forces of Nature): Alan
- 1999: Freak Talks About Sex: Freak
- 1999: Stuart Little: Monty the Mouth (veu)
- 2000: Hamlet: Rosencrantz
- 2000: Chain of Fools: Kresk
- 2001: Tres idiotes i una bruixa (Saving Silverman): Wayne Lefessier
- 2001: Dr. Dolittle 2: Archie (veu)
- 2001: Joy Ride: Fuller Thomas
- 2001: Chelsea Walls: Ross
- 2001: Els nois de la meva vida (Riding in Cars with Boys): Ray Hasek
- 2002: Stuart Little 2: Monty the Alley-Cat (veu)
- 2003: Seguretat nacional (National Security): Hank Rafferty
- 2003: Papa cangur (Daddy Day Care): Marvin
- 2003: El preu de la veritat (Shattered Glass): Adam Penenberg
- 2004: Employee of the Month: Jack
- 2004: Speak (TV): Mr. Freeman
- 2005: Sahara: Al Giordino
- 2005: Chicken Little: Runt of the Litter (veu)
- 2006: Bandidas: Quentin Cooke
- 2006: Rescue Dawn: Tinent Duane Martin
- 2008: Strange Wilderness: Peter
- 2008: Management: Mike
- 2008: Neteges Sunshine (Sunshine Cleaning): Mac
- 2008: Monk (TV) - temporada 7 de Monk, Episodi 10: Jack Monk, Jr.
- 2009: Night Train: Pete
- 2009:  A Perfect Getaway : Cliff Anderson
- 2009: Calvin Marshall: Coach Little
- 2010: Treme (TV): Davis McAlary
- 2010: Diary of a Wimpy Kid: Frank Heffley
- 2011: Diary of a Wimpy Kid: Rodrick Rules: Frank Heffley
- 2012: Knights of Badassdom: Eric
- 2016: Capità fantàstic
- 2020: Cowboys: Troy